# Audi 3B/ABY

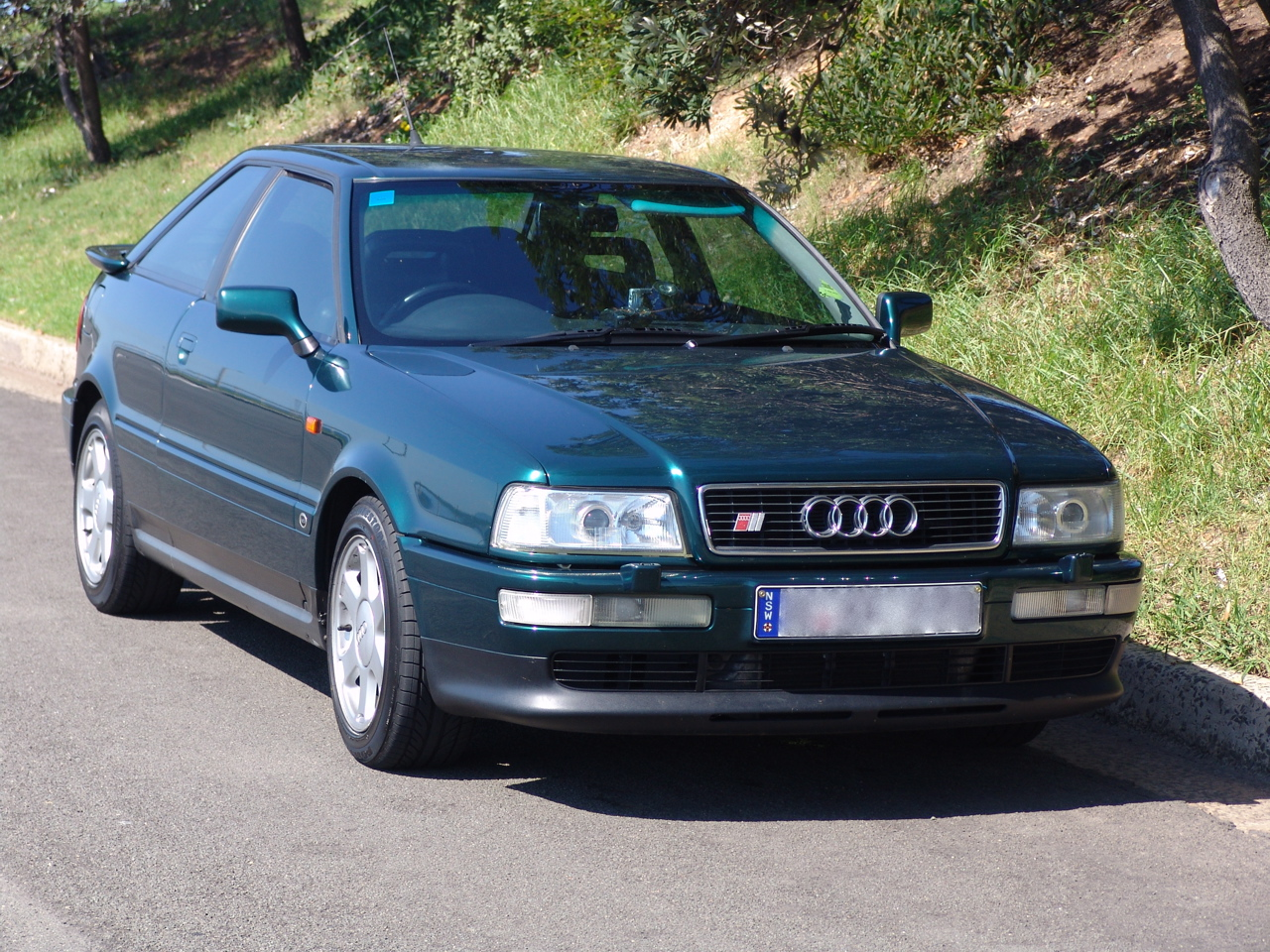
Na zdjęciu Audi S2

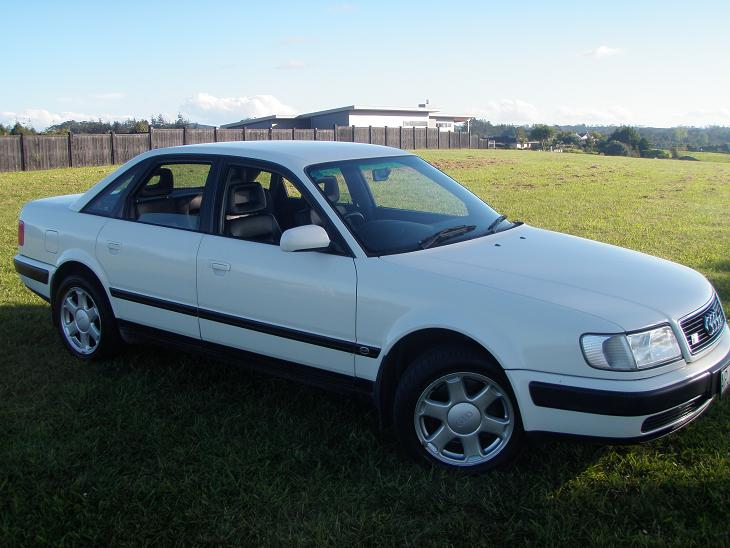
Model S4 - sportowa odmiana Audi 100

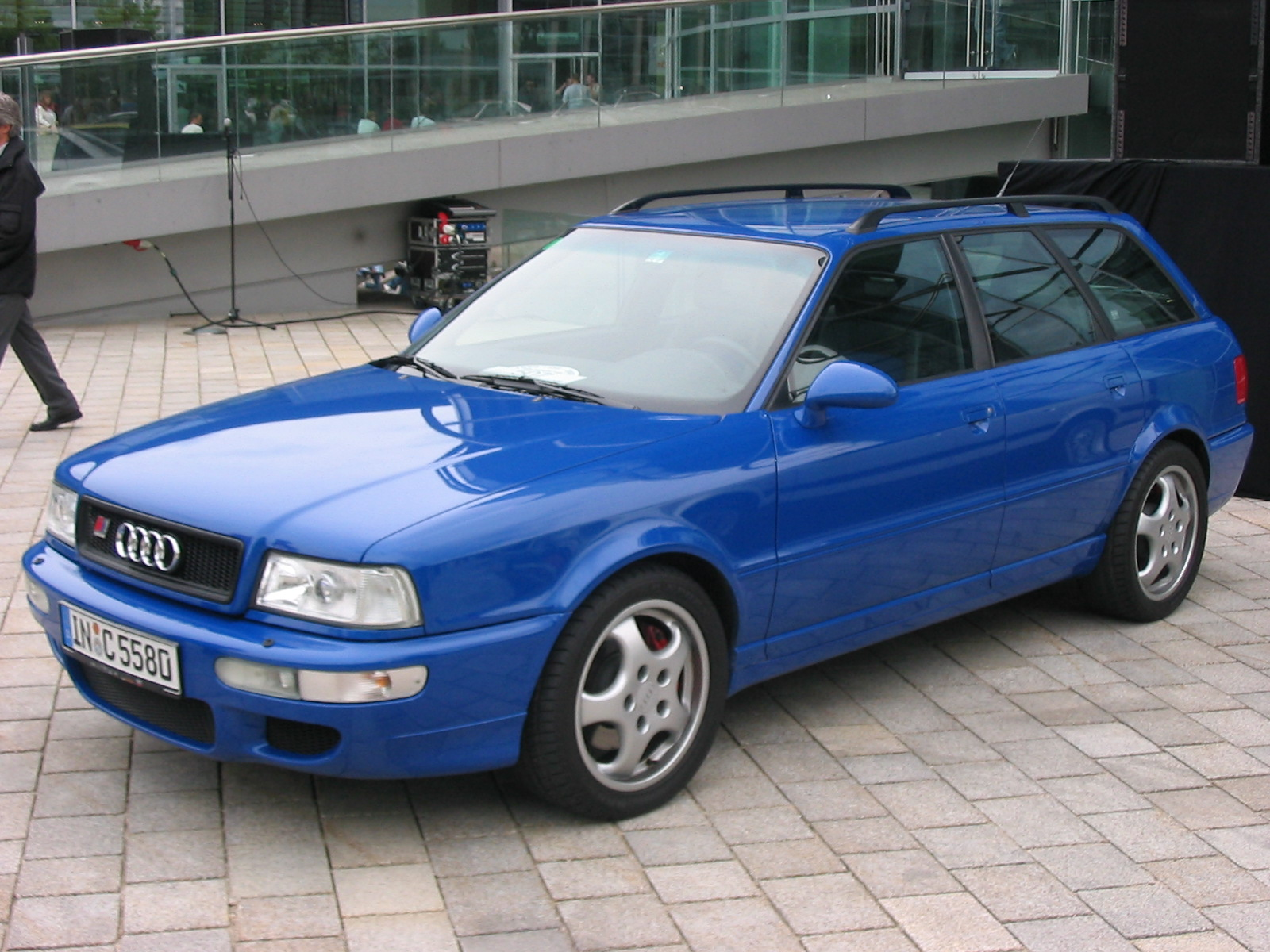
Najbardziej sportowa wersja Audi 80 - Audi RS2

3B/ABY to oznaczenie silnika rzędowego składającego się z pięciu cylindrów i 20 zaworów. Był on montowany w topowych sportowych autach firmy Audi w latach 90. XX wieku.

## Specyfikacja silników 3B/ABY/AAN/ADU
| Wersja                     | 3B                                                                       | ABY                                                                      | AAN | ADU/Porsche                                                              |
| Produkcja                  | 1988-1992                                                                | 1992-1995                                                                | 1991-1994 | 1994-1995                                                                |
| Modele wyposażone w silnik | Audi 200, Audi S2                                                        | Audi S2, Audi S2 sedan, Audi S2 Avant                                    | Audi S4, Audi S4 Avant | Audi RS2 Avant                                                           |
| Silnik                     | Audi - 5-cylindrowy, 20 zaworowy DOHC, turbodoładowanie, (wtrysk paliwa) | Audi - 5-cylindrowy, 20 zaworowy DOHC, turbodoładowanie, (wtrysk paliwa) | Audi - 5-cylindrowy, 20 zaworowy DOHC, turbodoładowanie, (wtrysk paliwa)                                                                       | Audi - 5-cylindrowy, 20 zaworowy DOHC, turbodoładowanie, (wtrysk paliwa) |
| Typ turbosprężarki         | firmy KKK, typ (K24), ciśnienie 0,82 bara                                | firmy KKK, typ (K24/7000), ciśnienie 0,8 bara                            | firmy KKK, typ (K24/7000), ciśnienie 0,8 bara                                                                                                  | firmy KKK, typ (K27/7200) ciśnienie 1,4 bara                             |
| Pojemność skokowa          | 2226 cm³                                                                 | 2226 cm³                                                                 | 2226 cm³ | 2226 cm³                                                                 |
| Pojemność skokowa          | 81,0 x 86,40 mm                                                          |                                                                          | |                                                                          |
| Moc maksymalna             | 162 kW (220 KM) @ 5900 rpm                                               | 169 kW (230 KM) @ 5900 rpm                                               | 169 kW (230 KM) @ 5900 rpm | 232 kW (315 KM) @ 6500 rpm                                               |
| Sprężanie                  | 9.3:1                                                                    | 9.3:1                                                                    | 9.3:1 | 9.0:1                                                                    |
| Maksymalny moment obrotowy | (309 Nm) @ 1950 rpm                                                      | (350 Nm) @ 1950 rpm                                                      | (350 Nm) @ 1950 rpm | (410 Nm) @ 3000 rpm                                                      |
| Skrzynia biegów            | 5-biegowa manualna Getrag Typ 01-A - model ARV                           | 6-biegowa manualna Getrag Typ 01-E - model CGR                           | 5-biegowa manualna Getrag Typ 01- model CBD - CET 4-biegowa automatyczna Getrag Typ 01- model CBD - CET 6-biegowa manualna Getrag Typ 01-F CBF | 6-biegowa manualna Getrag Typ 01-E CRB                                   |